# Catagramma camelita
Catagramma camelita är en fjärilsart som beskrevs av William Chapman Hewitson 1876. Catagramma camelita ingår i släktet Catagramma och familjen praktfjärilar. Inga underarter finns listade i Catalogue of Life.